# آلبرک
آلبرک (به اسپانیایی: Alberche) یک رود در اسپانیا است که در استان تولدو واقع شده‌است.